# Bokermannohyla alvarengai
A Bokermannohyla alvarengai a kétéltűek (Amphibia) osztályának békák (Anura) rendjébe és a levelibéka-félék (Hylidae) családjába tartozó faj.

## Előfordulása
A faj Brazília endemikus faja. Természetes élőhelye szubtrópusi vagy trópusi magashegyi rétek, folyók, sziklás területek. A fajt élőhelyének elvesztése fenyegeti.

## Hőmérséklet-szabályzása
A Bokermannohyla alvarengai meleg időben képes bőrének színét világosabbra változtatni (és hűvösben sötétíteni), így bőre több hőt ver vissza, megakadályozva a test túlmelegedését.